# Albigenzische Kruistochten
De Albigenzische Kruistochten waren de kruistochten die de Katholieke Kerk en de Franse koningen in de 13e eeuw ondernamen tegen de katharen. Ze maakten een einde aan de politieke bescherming van het katharisme in de Languedoc. Voor het Franse koningshuis van de Capetingen was het de ideale gelegenheid om grote delen van het zuiden van Frankrijk in te lijven.

## Paus Innocentius III
Paus Innocentius III wilde de ketterij in de Languedoc de kop indrukken, nadat zijn gezant Pierre de Castelnau in januari 1208 vermoord was. Door wie Pierre de Castelnau vermoord is, is niet bekend, maar paus Innocentius III ging ervan uit dat de moord door een vazal van Raymond VI van Toulouse was gepleegd. In maart 1208 riep de paus een aantal Zuid-Franse kerkprovincies op: Val de aanhangers van de ketterij aan nog onbevreesder dan destijds de Saracenen – want zij zijn slechter. Om de feodale heren van Noord-Frankrijk te winnen voor het kruisleger, gaf hij hen het recht om het land van de kathaarse beschermheren in bezit te nemen. Iedere deelnemer kreeg een volledige vergeving van de zonden. Innocentius slaagde er niet in om de Franse koning Filips II Augustus te overtuigen. Deze had zijn handen vol aan de Duitsers en de Engelsen, maar gaf zijn vazallen wel toestemming aan de kruistocht deel te nemen.

## Eerste Albigenzische Kruistocht (1209-1224)

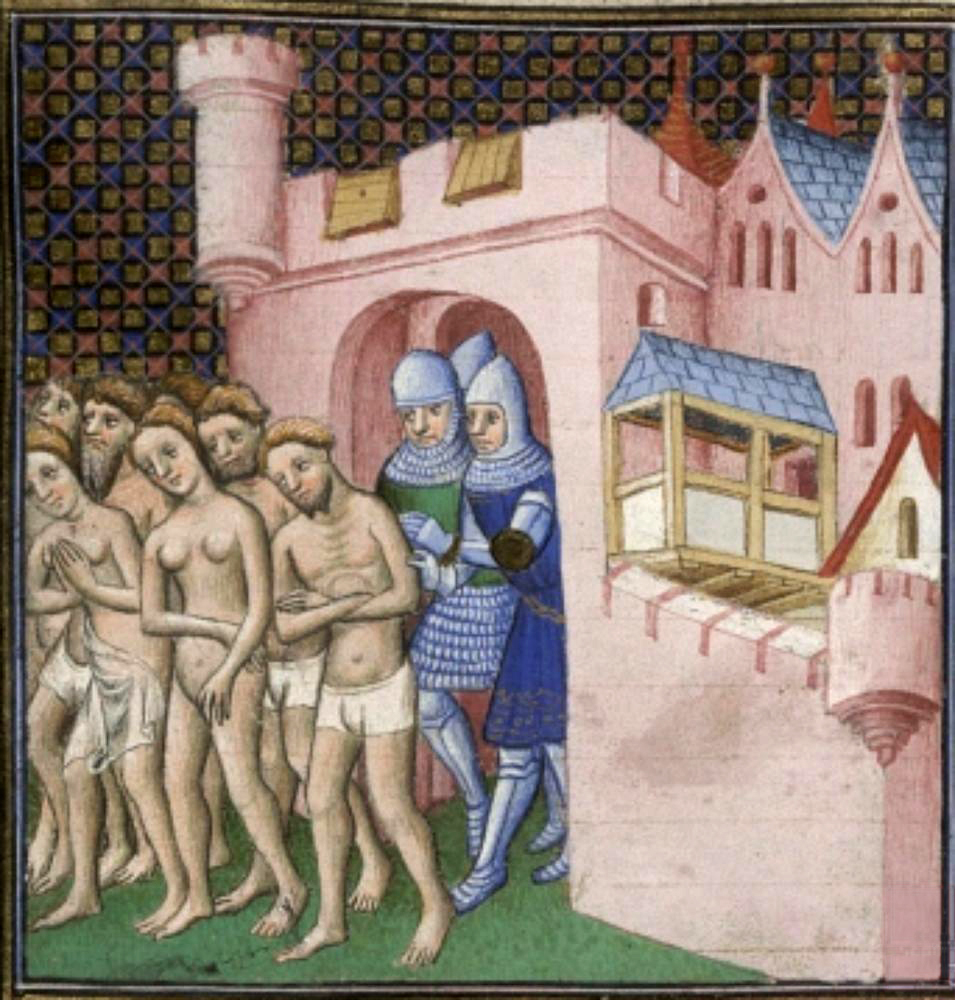
De katharen werden in 1209 verdreven uit Carcassonne

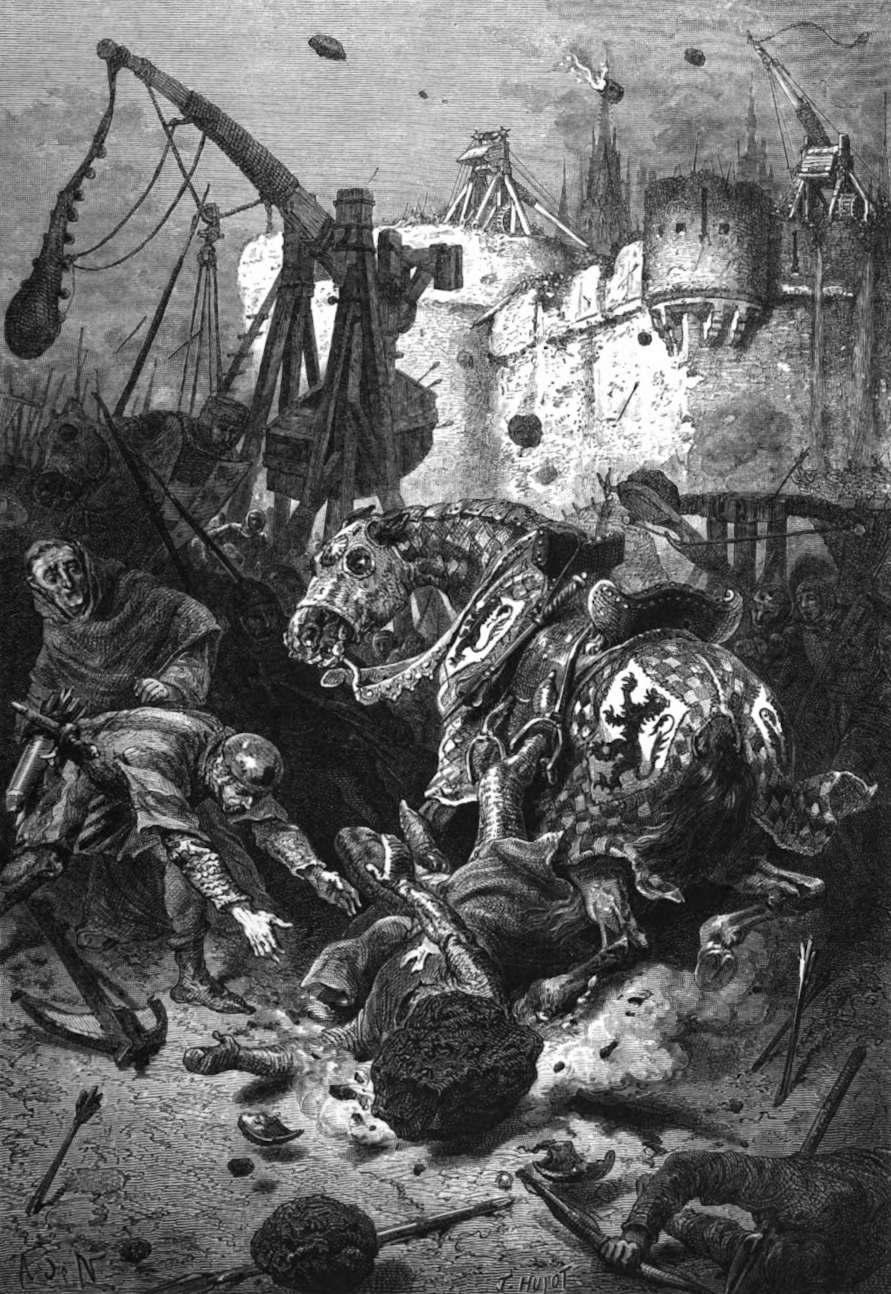
Simon van Montfort stierf tijdens de belegering van Toulouse (1218)

Er werden twee noordelijke legers op de been gebracht onder leiding van de pauselijk legaat Arnaud Amaury, abt van Cîteaux. Twee belangrijke vazallen van de Franse koning deden mee, Odo III, hertog van Bourgondië en Hervé IV van Donzy, graaf van Nevers. Het grootste leger verzamelde zich in juli 1209 te Lyon, daalde de Rhônevallei af en richtte zich tegen de twee belangrijkste steden van het huis Trencavel. In Béziers weigerde men de katharen uit te leveren aan de kruisvaarders. Hun aantal werd op 700 van de 8.000 à 9.000 inwoners geschat. Nadat de stad ingenomen was, werd een groot deel van de bevolking afgeslacht. Toen het leger van kruisvaarders zich afvroeg hoe de katharen van de katholieken konden worden onderscheiden, gaf de pauselijke gezant Amaury het bevel: 'Dood hen allen. God zal de zijnen herkennen' (naar II Timoteüs 2). Ook de vrouwen en kinderen, die zich hadden verscholen in de kathedraal van Saint-Nazaire ontkwamen niet. De kathedraal werd in brand gestoken en wie naar buiten kwam werd neergestoken. Narbonne gaf zich over. In Carcassonne had Raymond-Roger Trencavel besloten om stand te houden. Na een belegering van twee weken gaf hij zich in augustus 1209 over. Raymond Roger overleed op 10 november in de kerker van Arnauds kasteel. Een reeks steden van de Trencavels bood geen weerstand meer, waaronder Albi.
Na de val van Carcassonne waren de belangrijkste leenheren van de Franse koning niet bereid om heel de winter in het zuiden te blijven. Daarom werd eind augustus 1209 Simon van Montfort gekozen als aanvoerder van de Albigenzische Kruistocht. Hij was een lokale baron uit de streek van Chartres die deelgenomen had aan de Vierde Kruistocht. Met grote toewijding en militaire bekwaamheid vocht hij negen jaar tegen de katharen. Montfort was ervan overtuigd dat hij streed voor God en recht had op de landgoederen van de kathaarse adel. Hij concentreerde zich op het grondgebied van de Trencavels en het graafschap Toulouse. In het voorjaar meldden zich nieuwe kruisvaarders en kon Montfort opnieuw aan aanvallen denken. Van de lente van 1210 tot de zomer van 1211 werden alle vestingen van de voormalige heren van Trencavel ingenomen of overgedragen: Bram, Minerve, Montréal, Termes, Cabaret (stad), Lavaur en Puylaurens. Honderd verdedigers van Bram moesten naar Cabaret lopen, geblinddoekt en zonder neus en bovenlip, de man voorop had nog één oog vrij. In de vallei voor Minerve werden honderdveertig kathaarse parfaits op bevel van Arnaud Amaury levend verbrand. Vooral te Lavaur werd in mei 1211 op grote schaal wraak genomen. Drie- à vierhonderd kathaarse parfaits werden levend verbrand, de edelman en plaatselijke heer Aimery van Montréal en meer dan tachtig van zijn ridders werden opgehangen en zijn zuster Geralda op de bodem van een put gestenigd. Dezelfde maand werden buiten het stadje Les Cassés tussen de vijftig en honderd parfaits op de brandstapel gezet.
De excommunicatie van Raymond VI zette het licht op groen voor een aanval op het graafschap Toulouse. Montfort drong het grondgebied binnen, belegerde Toulouse tevergeefs in juni 1211 en viel toen maar de oostelijke en noordelijke bezittingen van de graaf aan. Steeds meer steden vielen in zijn handen. In deze omstandigheden voelde koning Pedro II van Aragon zich gedwongen in te grijpen. Hij schaarde zich aan de kant van zijn schoonbroer Raymond VI en de heren van Comminges, Foix en Béarn. Door zijn diplomatieke acties legde paus Innocentius III in januari 1213 de kruistocht kortstondig stil. De paus draaide bij, maar de koning van Aragon niet. Pedro sloot zich aan bij de graven van Toulouse, Comminges en Foix voor de slag bij Muret van september 1213. Het Occitaans-Aragonese leger was ruim in de meerderheid, maar Montfort triomfeerde opnieuw. Pedro bleef dood op het slagveld achter, de zuidelijke graven legden in april 1214 de wapens neer en de heren van Toulouse vluchtten naar Engeland. Montfort ging tot de bezetting van Toulouse over. In 1214 en 1215 verstevigde hij zijn greep op het oosten en noorden van het graafschap. Het Concilie van Montpellier en het Vierde Lateraanse Concilie (1215) erkenden Montfort als graaf van Toulouse.
Op dit laatste concilie weigerde paus Innocentius om Raymond VII van Toulouse (een zoon van Raymond VI) helemaal te onterven. Montfort kreeg Toulouse, maar Innocentius hield de overige landgoederen in de Provence in bewaring voor de jonge Raymond, tot hij meerderjarig zou zijn. Deze concessie deed de kruistocht opnieuw oplaaien. In 1216 ontscheepten Raymond VI en zijn zoon in Marseille. Vanuit zijn gebieden in de Provence nam de jonge Raymond Beaucaire in. Innocentius overleed op 16 juli 1216. Raymond VI zocht steun bij de adel die hem altijd trouw gebleven was. In 1216 kon Montfort een opstand te Toulouse onderdrukken, maar in september 1217 kreeg Raymond VI de stad weer onder controle. De volgende maand begon Montfort aan de tweede belegering van Toulouse. Hij stierf op 25 juni 1218, toen hij op het hoofd getroffen werd door een steen uit een katapult. Amaury van Monfort nam de fakkel over. Na de dood van zijn vader was het kruisleger uiteengevallen en verloren de kruisvaarders steeds meer terrein. De graven van Toulouse hadden veel grondgebied heroverd, toen Raymond VI in 1222 stierf. Tegen 1224 had Raymond VII bijna het hele erfgoed weer in bezit.
In januari 1224 keerde Amaury van Montfort terug naar het noorden en droeg zijn rechten in de Languedoc over aan koning Lodewijk VIII.

## Tweede Albigenzische Kruistocht (1226-1229)

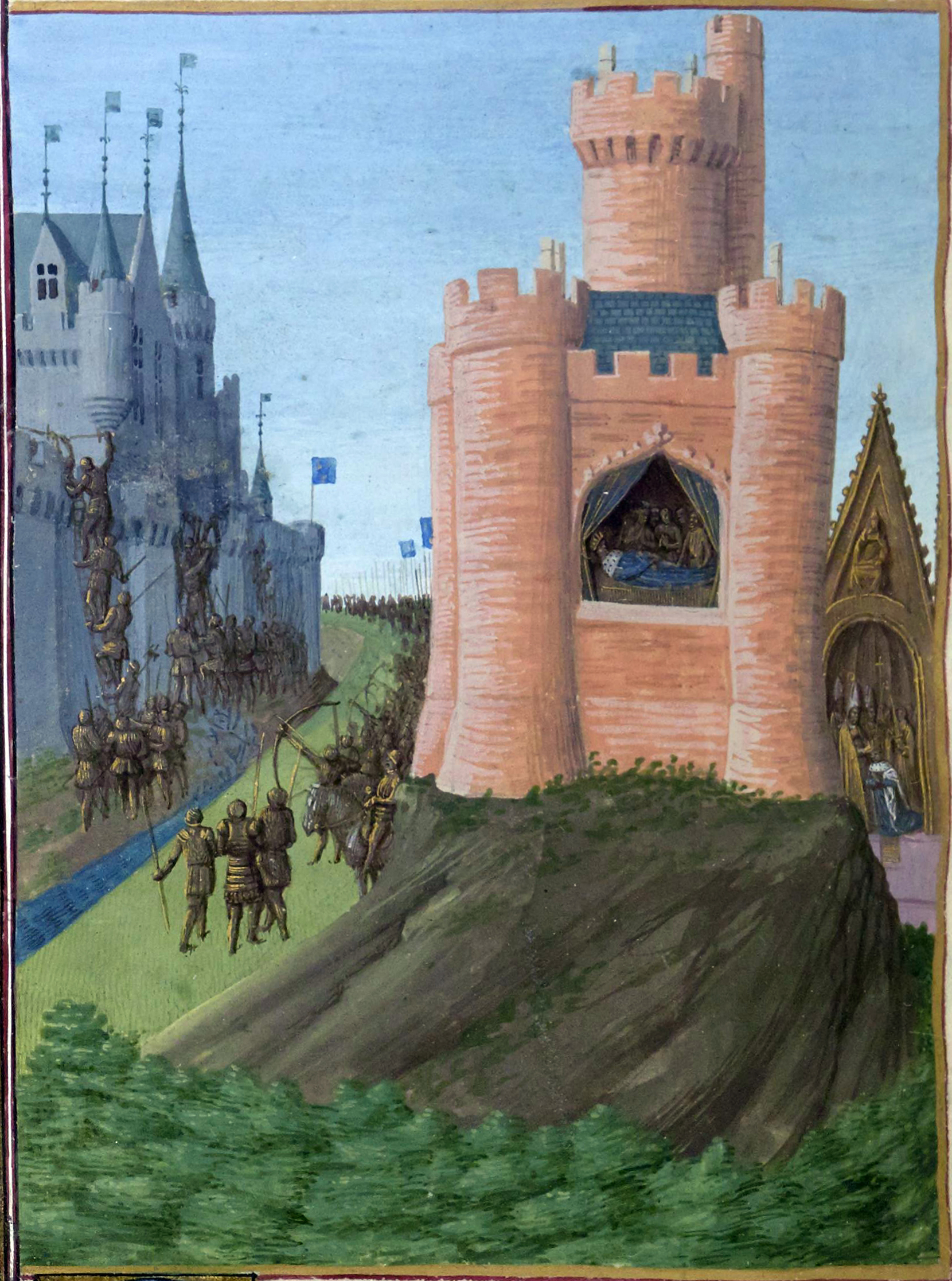
Lodewijk VIII veroverde Avignon en stief in Montpensier

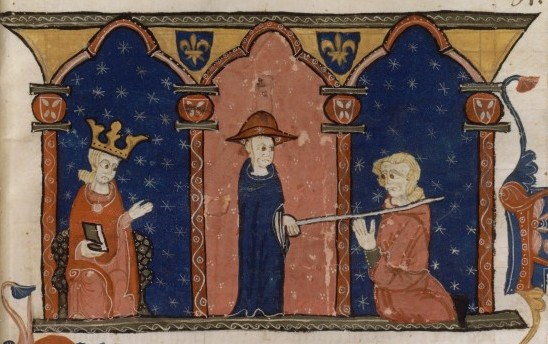
Raymond VII op de knieën voor koning Lodewijk VIII

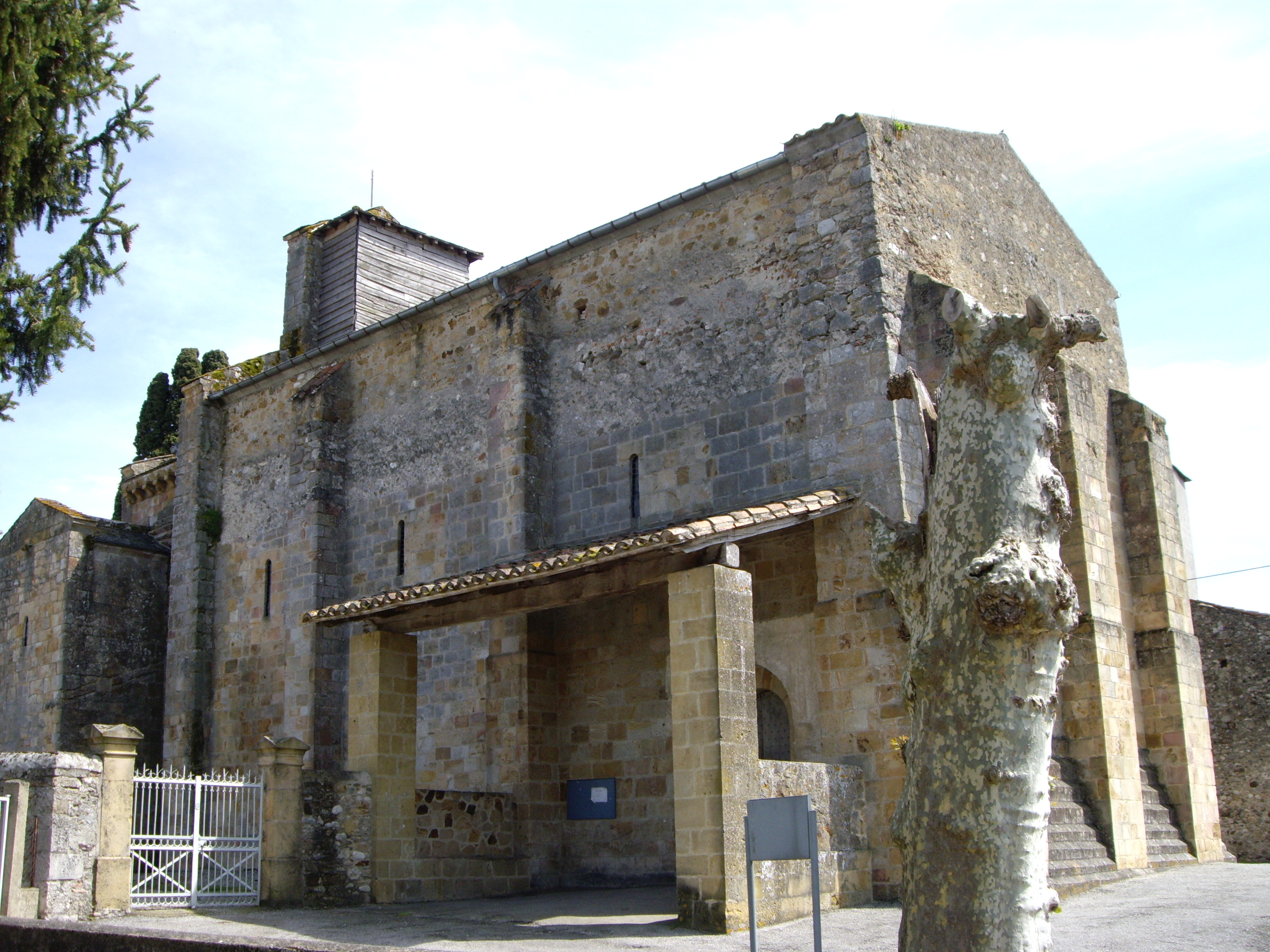
De graaf van Foix onderwierp zich aan de Franse kroon in de kerk van Saint-Jean-de-Verges (graafschap Foix).

Koning Lodewijk VIII van Frankrijk begon de tweede kruistocht tegen de katharen. Zijn doel was de annexatie van de Languedoc. In 1226 nam hij het onverwacht weerspannige Avignon in, alsook Beaucaire. Het koninklijk leger trok via Béziers en Carcassonne naar Albi. Veel Occitaanse edelen en steden gaven zich zonder strijd over. Alleen Toulouse bereidde zich voor op een lange belegering. Lodewijk VIII kon Toulouse niet veroveren en keerde terug naar Parijs. Toen de koning onderweg in Montpensier stierf (november 1226), zetten zijn vrouw Blanche van Castilië en zijn neef Humbert van Beaujeu de oorlog nog twee jaar voort. Ze slaagden er niet in Toulouse in te nemen, maar plunderden en verwoestten het hele achterland. In november 1228 legden de laatste tegenstanders de wapens neer. Raymond VII wierp zich in Parijs op de knieën voor Lodewijk IX, die zijn vader inmiddels was opgevolgd, en moest onderhandelen (1229). Graaf Roger-Bernard II van Foix onderwierp zich aan de koning in de kerk van Saint-Jean-de-Verges, in zijn eigen graafschap Foix (1229). Burggraaf Raymond II Trencavel van Carcassonne ging in ballingschap aan het hof van Aragon.
Het Verdrag van Parijs (Meaux, 12 april 1229) legde harde voorwaarden op aan Raymond VII van Toulouse:
1. De gebieden in de Provence gingen naar de Katholieke Kerk. Het grondgebied van de Trencavels was voor het Franse koningshuis. De graaf behield een aantal landgoederen rond Toulouse, maar zijn stad werd onder toezicht geplaatst van koninklijke functionarissen en soldaten. In Toulouse en vijfentwintig andere vestingen werden de muren gesloopt en de grachten dichtgegooid. Raymond moest vijf jaar in zijn overzeese gebieden verblijven, maar kwam zijn belofte niet na.
2. Raymond stemde in dat zijn dochter Jeanne trouwde met Alfons van Poitiers, de broer van de Franse koning Lodewijk IX. Beide kinderen waren op dat moment negen jaar oud. Het huwelijk werd voltrokken in 1236 of 1237. Op die manier wilde het Franse koningshuis het graafschap Toulouse erven.
3. Raymond moest schadevergoeding betalen aan de Katholieke Kerk. Zijn onderdanen moesten ketters opsporen en uitleveren aan de kerkelijke autoriteiten. Er werden premies uitgeloofd. De Inquisitie trok alvast naar de Languedoc.

Het zou nog jaren duren voor de heren van de Languedoc zich helemaal gewonnen gaven. In 1240 kwam Raymond II Trencavel in opstand. Hij werd verslagen bij de belegering van Carcassonne en trok zich nogmaals terug in Aragon. In 1247 onderwierp de laatste Trencavel zich definitief te Béziers. In 1242 trad Raymond VII toe tot een coalitie van vijanden van de Franse kroon waaronder Engeland, Aragon, Castilië en Navarra. Na een nederlaag van de Engelse koning viel het verbond snel uit elkaar. Raymond moest zich in januari 1243 weer overgeven aan Lodewijk IX. Na de dood van Raymond werd Alfons van Poitiers in 1249 graaf van Toulouse. Hij was toegewijd aan de katholieke zaak. De Inquisitie kreeg grotere bevoegdheden en er werden meer gevangenisstraffen uitgedeeld. Het huwelijk van Alfons en Jeanne bleef kinderloos. Bij haar dood werd het graafschap in 1271 ingelijfd bij het Franse koninkrijk.

## Derde Albigenzische Kruistocht (1243-1244)

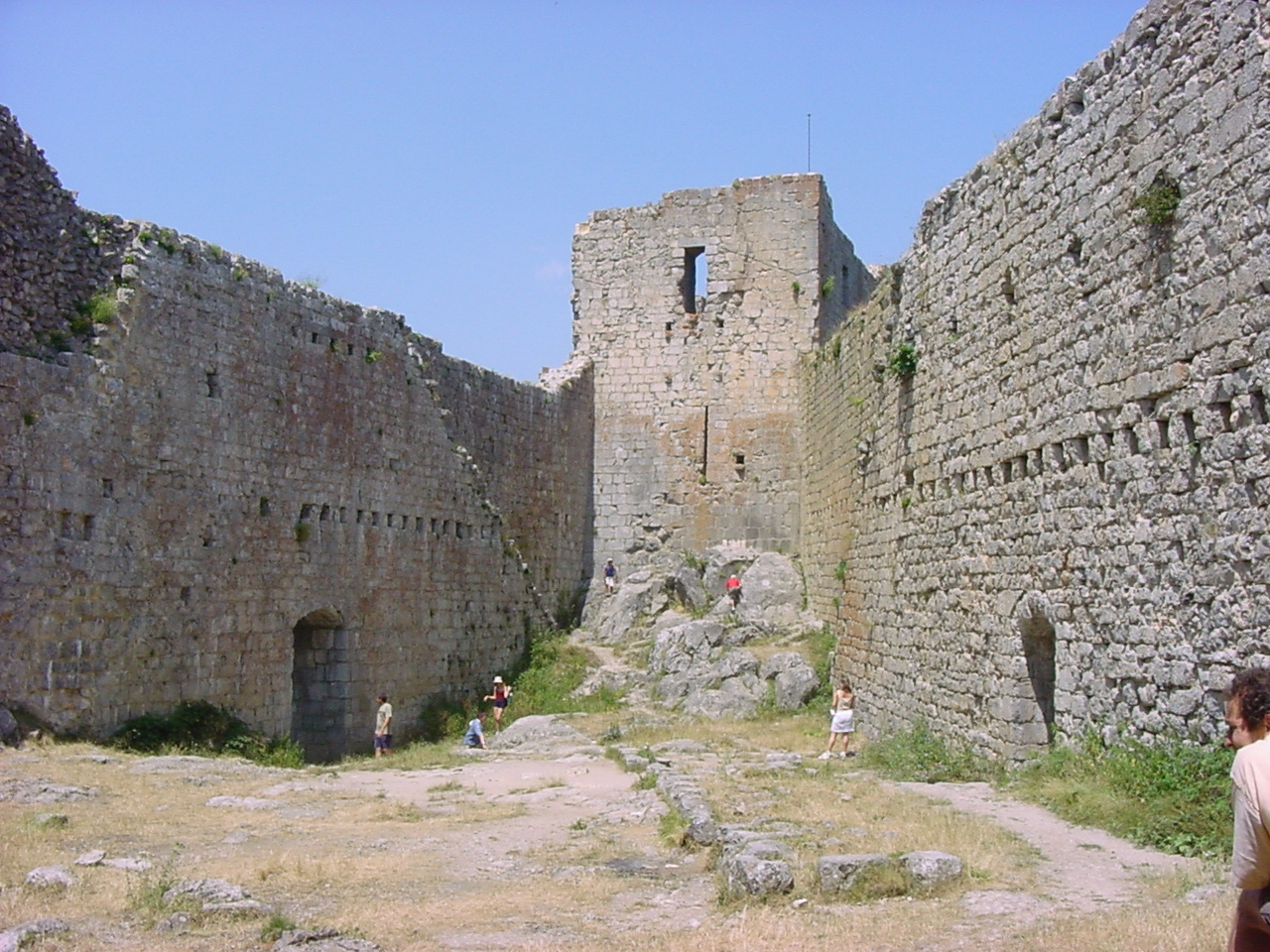
Het kasteel van Montségur

Het kasteel van Montségur had zich in de 13e eeuw ontwikkeld tot een kathaars centrum. Het afgelegen bolwerk had nooit de aandacht van de kruisvaarders getrokken en was een van de laatste toevluchtsoorden van de katharen. Nadat twee inquisiteurs en hun staf in 1242 te Avignonet vermoord werden door de kasteelheer van Montségur, kwam er een nieuwe militaire campagne. Van mei 1243 tot maart 1244 werden de 415 inwoners van Montségur belegerd door koninklijke troepen. Na de inname stierven ongeveer 200 kathaarse parfaits op de brandstapel. De burcht werd volledig afgebroken.

## Einde van de politieke bescherming
De Albigenzische Kruistochten hadden geen einde gemaakt aan het katharisme. In veel ingenomen steden kwamen geen grote aantallen katharen voor. De kathaarse parfaits konden gemakkelijk ontsnappen naar andere plaatsen. Er waren nog talrijke toevluchtsoorden onaangeraakt gebleven: het kasteel van Puilaurens en het kasteel van Quéribus vielen elf jaar na Montségur. Ze werden verdedigd door Chabert de Barbaira. Toch mag het belang van de kruistochten niet onderschat worden. Gewoonlijk zochten de katharen bescherming bij de lokale heren die hen welgezind waren. Toen deze ten val gekomen waren, verloren de katharen hun beschermheer en vertoonden ze zich ook niet meer in die omgeving. De Languedoc was niet langer een gastvrije plaats voor de katharen. De kruistochten hebben de weg vrijgemaakt voor de Inquisitie. Vóór 1229 zouden de stadsbesturen en de landelijke adel van de Languedoc nooit inquisiteurs toegelaten hebben op hun grondgebied.

## Lijst van Albigenzische Kruistochten

Slag bij Muret (1213), waar de troepen van Simon van Montfort wonnen, alhoewel ze in de minderheid waren.

- Bloedbad van Béziers (1209)
- Beleg van Minerve (1210)
- Slag van Muret (1213)
- Slag van Toulouse (1217–18)

Nasleep
- Slag van Montségur (1244)